# Junonia soerabajana
Junonia soerabajana är en fjärilsart som beskrevs av Kalis 1933. Junonia soerabajana ingår i släktet Junonia och familjen praktfjärilar. Inga underarter finns listade i Catalogue of Life.